# Skubas
Skubas, właśc. Radosław Skubaja, wcześniej znany również jako Sqbass, MC Sqbass (ur. 16 września 1981) – polski piosenkarz, gitarzysta i kompozytor, wykonawca muzyki alternatywnej.
Współpracował z wieloma polskimi artystami, takimi jak m.in. Smolik, Novika, Envee, Kayah, 15 Minut Projekt czy Matt Kowalsky.

## Życiorys
Pochodzi z Lublina. W młodości grał na gitarze elektrycznej w różnych zespołach lubelskich, później zajął się śpiewaniem. W 2005 rozpoczął studia na Wydziale Jazzu i Muzyki Rozrywkowej (kierunek wokalistyka) Akademii Muzycznej w Katowicach.
11 września 2012 nakładem wytwórni Kayax wydał debiutancki album studyjny pt. Wilczełyko, który został okrzyknięty przez krytyków „powrotem do prostoty i autentyczności” w polskiej muzyce rockowej. W 2013 był nominowany do Fryderyka za fonograficzny debiut roku i utwór roku („Linoskoczek”). Wystąpił m.in. na festiwalu SoundCity w Liverpoolu, Open’er Festival, Malta Festivalu, Festiwalu w Jarocinie i innych.
W 2014 wydał album pt. Brzask, z którym dotarł do trzeciego miejsca na liście sprzedaży w Polsce. Płytę promował m.in. singlem „Nie mam dla ciebie miłości”, który zajął pierwsze miejsce na Liście przebojów Programu Trzeciego.

## Dyskografia

### Albumy
| Rok  | Dane dot. albumu                                                                    | Pozycja na liście |
| Rok  | Dane dot. albumu                                                                    | POL               |
| ---- | ----------------------------------------------------------------------------------- | ----------------- |
| 2012 | Wilczełyko - Data: 11 września 2012 - Wydawca: Kayax - Format: CD, digital download | 26                |
| 2014 | Brzask - Data: 9 września 2014 - Wydawca: Kayax - Format: CD, digital download      | 3                 |
| 2020 | Duch - Data: 23 października 2020 - Wydawca: Kayax - Format: CD, digital download   | 23                |
| 2024 | W ogień - Data: 16 lutego 2024 - Wydawca: Kayax - Format: CD, digital download      | –                 |

### Single
|                                                    | Rok  | Pozycja na liście | Certyfikat         | Sprzedaż       | Album      |
| LP3                                                | Rok  |                   | Certyfikat         | Sprzedaż       | Album      |
| -------------------------------------------------- | ---- | ----------------- | ------------------ | -------------- | ---------- |
| „Linoskoczek”                                      | 2012 | 3                 |                    |                | Wilczełyko |
| „Nie pytaj”                                        | 2013 | 29                |                    |                | Wilczełyko |
| „Więcej nieba”                                     | 2013 | –                 |                    |                | Wilczełyko |
| „Nie mam dla ciebie miłości”                       | 2014 | 1                 |                    |                | Brzask     |
| „Wyspa nonsensu”                                   | 2014 | –                 |                    |                | Brzask     |
| „Brzask”                                           | 2015 | 16                |                    |                | Brzask     |
| „Kosmos”                                           | 2015 | 20                |                    |                | Brzask     |
| „Szklane miesiące”                                 | 2019 | 37                |                    |                | Duch       |
| „Ojciec i syn”                                     | 2020 | –                 |                    |                | Duch       |
| „Haitańskie drzewa”                                | 2020 | –                 |                    |                | Duch       |
| „Azja”                                             | 2020 | –                 |                    |                | Duch       |
| "Dobra czarodziejka"                               | 2021 | –                 |                    |                | –          |
| „Zaraz się zacznie” (gościnnie: Kwiat Jabłoni)     | 2022 | –                 |                    |                | W ogień    |
| "Co i tak nadejdzie" (gościnnie: Dawid Tyszkowski) | 2023 | –                 | - POL: złota płyta | - POL: 25 000+ | W ogień    |
| "Rdza" (gościnnie: Krzysztof Zalewski)             | 2023 | –                 |                    |                | W ogień    |
| "W ogień"                                          | 2024 | –                 |                    |                | W ogień    |
| "Nie chce mi się więcej"                           | 2024 | –                 |                    |                | W ogień    |

Występy gościnne
| Album                                       | Rok  | Utwór                                                                         | Źródło |
| ------------------------------------------- | ---- | ----------------------------------------------------------------------------- | ------ |
| Novika – Tricks Of Life                     | 2006 | „Tricks” (gościnnie: Skubas)                                                  | [ 10 ] |
| Mor W.A. – Uliczne Esperanto                | 2007 | „Bez pośpiechu” (gościnnie: Sqbass)                                           | [ 11 ] |
| Fox – Fox Box                               | 2010 | „Friend In Need” (gościnnie: Skubas) „Ducking And Diving” (gościnnie: Skubas) | [ 12 ] |
| Andrzej Smolik – 4                          | 2010 | „Piratsong” (gościnnie: Sqbass)                                               | [ 13 ] |
| Envee – Kali EP                             | 2011 | „Friend In Need” (gościnnie: Sqbass)                                          | [ 14 ] |
| Rasmentalism – Hotel trzygwiazdkowy         | 2011 | „Nie ma boga w lustrach” (gościnnie: Skubas)                                  | [ 15 ] |
| Fisz, Emade – Zwierzę bez nogi              | 2011 | „1978” (gościnnie: Skubas)                                                    | [ 16 ] |
| Ten Typ Mes – Trzeba było zostać dresiarzem | 2014 | „Ochroniarz Patryk” (gościnnie: Blady Kris, Skubas)                           | [ 17 ] |
| Mikromusic – Matka i żony                   | 2015 | "Bezwładnie" (gościnnie: Skubas)                                              |        |
| Marika – Marta Kosakowska                   | 2015 | „Jak rozmawiać” (gościnnie: Skubas)                                           | [ 18 ] |
| Vienio i Magiera – Twarzøva                 | 2019 | „Lubię to miasto” (gościnnie: Skubas)                                         | [ 19 ] |
| Renata Przemyk – Renata Przemyk i Mężczyźni | 2020 | „Jakby nie miało być” (gościnnie: Skubas)                                     | [ 20 ] |

## Nagrody i wyróżnienia
| Rok  | Nagroda                                        | Kategoria                                  | Tytułem                            | Nota                            | Źródło |
| ---- | ---------------------------------------------- | ------------------------------------------ | ---------------------------------- | ------------------------------- | ------ |
| 2013 | Fryderyki 2013                                 | Debiut roku                                | Skubas                             | Nominacja                       | [ 4 ]  |
| 2013 | Fryderyki 2013                                 | Utwór roku                                 | „Linoskoczek”                      | Nominacja                       | [ 4 ]  |
| 2015 | Fryderyki 2015                                 | Album roku – elektronika/indie/alternatywa | Brzask                             | Nominacja                       | [ 21 ] |
| 2015 | Fryderyki 2015                                 | Utwór roku                                 | „Nie mam dla ciebie miłości”       | Nominacja                       | [ 21 ] |
| 2024 | LXI Krajowy Festiwal Piosenki Polskiej w Opolu | Premiery                                   | "Gdy jest brzydko" (oraz Józefina) | Nagroda ZAiKS (Najlepszy tekst) | [ 22 ] |
| 2024 | LXI Krajowy Festiwal Piosenki Polskiej w Opolu | Premiery                                   | "Gdy jest brzydko" (oraz Józefina) | Nagroda Jury                    | [ 22 ] |